# コインブラ・トロリーバス
コインブラ・トロリーバス（ポルトガル語: Tróleis de Coimbra）は、ポルトガルの都市・コインブラに存在するトロリーバス。2022年現在ポルトガルおよびイベリア半島に現存する唯一のトロリーバス路線で、路線バスと共にコインブラ市交通局（Serviços Municipalizados de Transportes Urbanos de Coimbra、SMTUC）が所有するが、同年時点で全区間にわたり運休している。

## 歴史
ポルトガルの都市・コインブラにはかつて1911年に開通した路面電車（コインブラ市電）が存在した。1930年代にはその路線網が最大規模となったが、1938年に将来的に路面電車がコインブラにおける公共交通機関の重要な役割を失う旨の報告書が提出された事により、路面電車を新たな交通機関に置き換える計画が進められることとなった。その際に提案されたのがトロリーバスである。
1943年にプロジェクトが始動したのち、1946年から最初の路線となる全長2.5 kmの路線の建設が始まり、翌1947年8月16日に営業運転を開始した。車両についてはスイス製のものが2両用意された。その後は都市部の公共交通機関をトロリーバスが担うという計画のもとで路線網の延伸や車両の増備が進められ、長年活躍していた路面電車は1980年をもって廃止された。
トロリーバス網が最大規模となったのは1993年で、営業キロは42 kmを記録したが、1995年以降はエネルギー価格の上昇などを理由に路線バスへの置き換えが進められた。一時はトロリーバス自体を全廃する方針が打ち出されたものの2001年に撤回され、以降はポルトガルおよびイベリア半島唯一のトロリーバス路線となっている。ただし2021年3月23日以降、道路工事の影響で全区間にわたって運休している他、翌2022年にはバス・ラピッド・トランジット（BRT）の開通に向けた工事の都合で一部区間の架線が撤去されている。

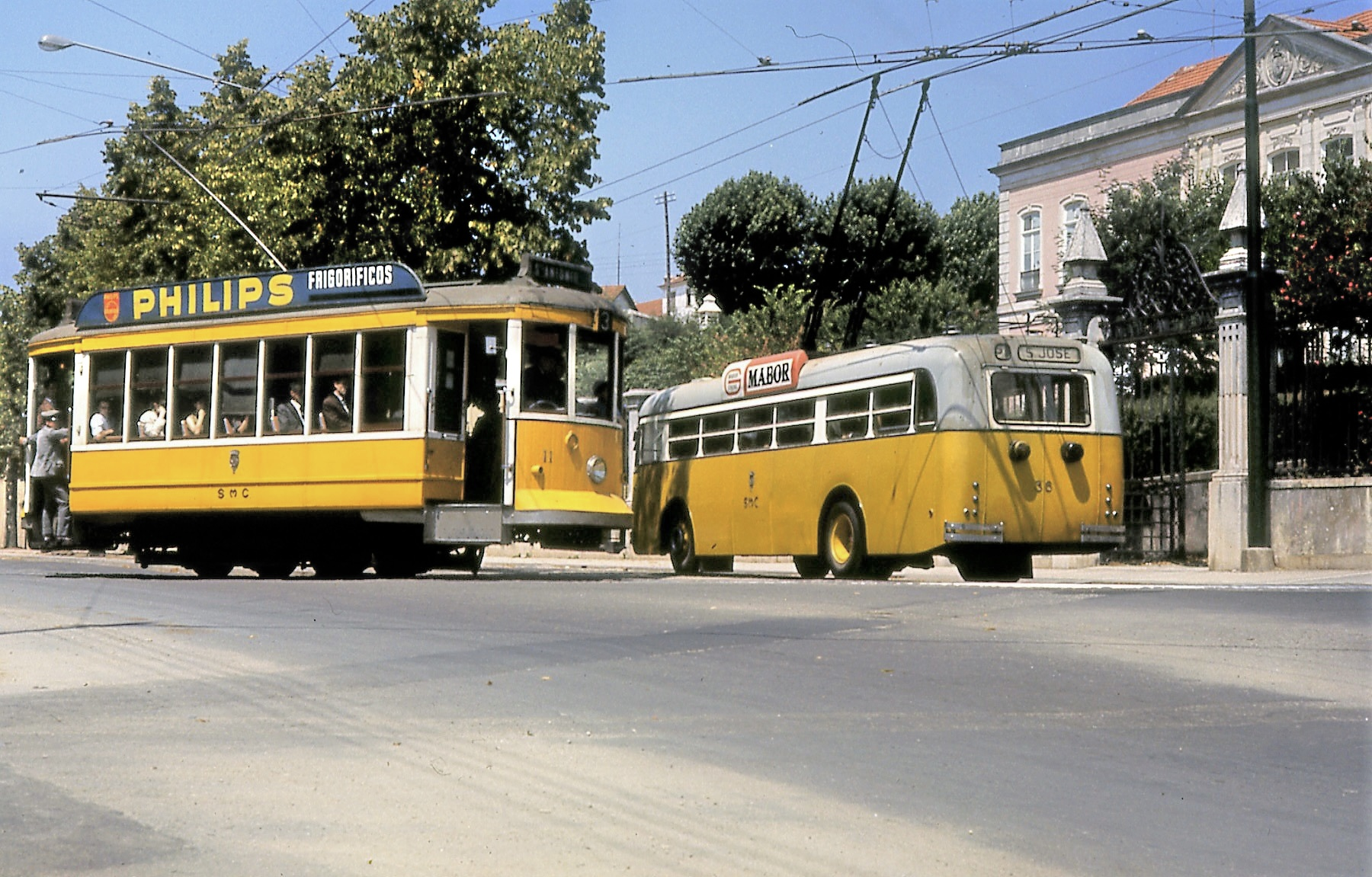
コインブラ市電（左）と並ぶトロリーバス（右）（1967年撮影）
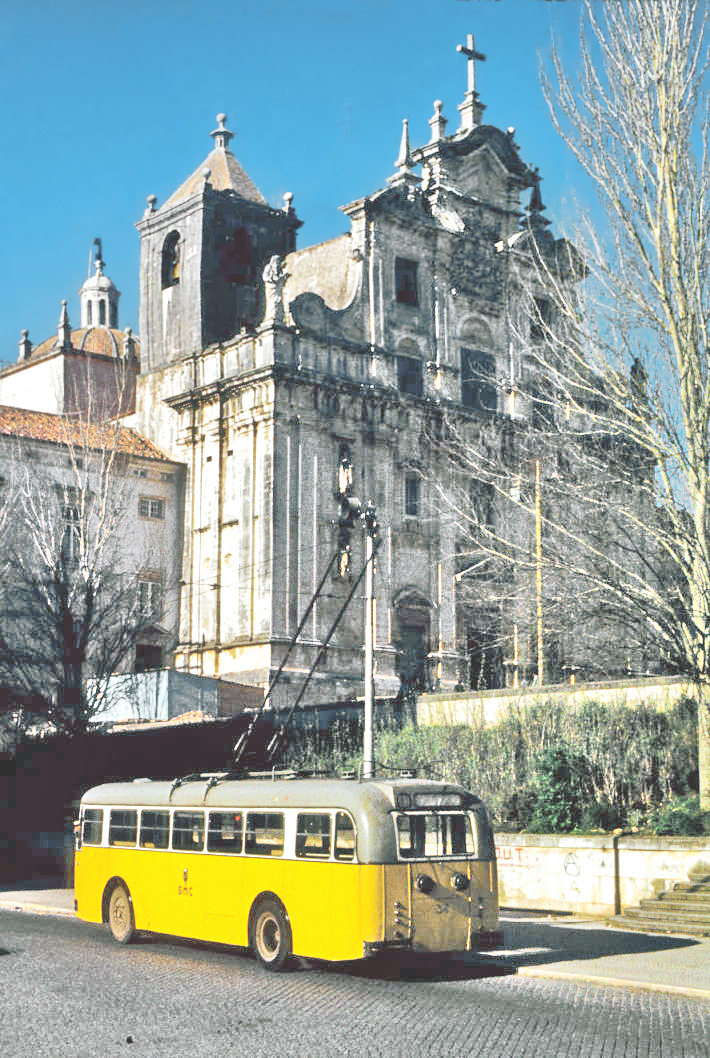
1980年のトロリーバス

## 系統
2018年の時点で、コインブラで運行しているトロリーバス路線は以下の2系統が設定されていた。前述のとおり2021年以降全区間に渡って運休中である。
| 系統番号 | 経路                                                  | 備考 |
| -------- | ----------------------------------------------------- | ---- |
| 4        | Estação Nova - Cr. Celas - Stº António dos Olivais    |      |
| 103      | Estação Nova - Universidade - Stº António dos Olivais |      |

## 車両
2022年現在、コインブラのトロリーバスに在籍する車両は以下の通り。同年時点で営業運転が可能な車両は5両のみとなっている他、大半が1980年代に製造された車両で、新型車両は2009年以降導入されていない。
| 形式                    | 定員 | 両数 | 備考                            |
| ----------------------- | ---- | ---- | ------------------------------- |
| Salvador Caetano-Efacec | 84人 | 10両 | 営業運転に使用されているのは4両 |
| ソラリス・トロリーノ12  | 80人 | 1両  | ノンステップバス                |

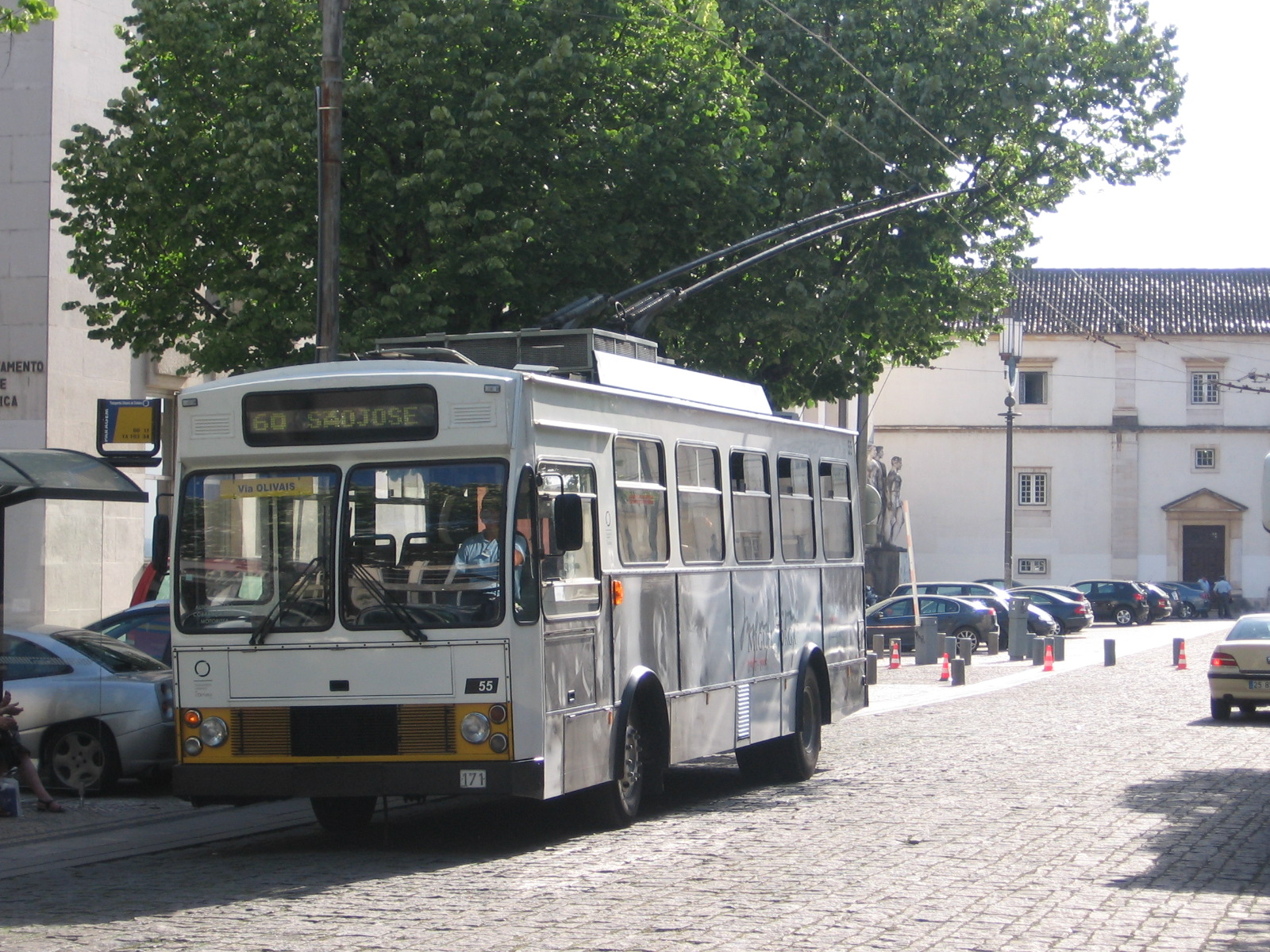
Salvador Caetano-Efacec（2009年撮影）
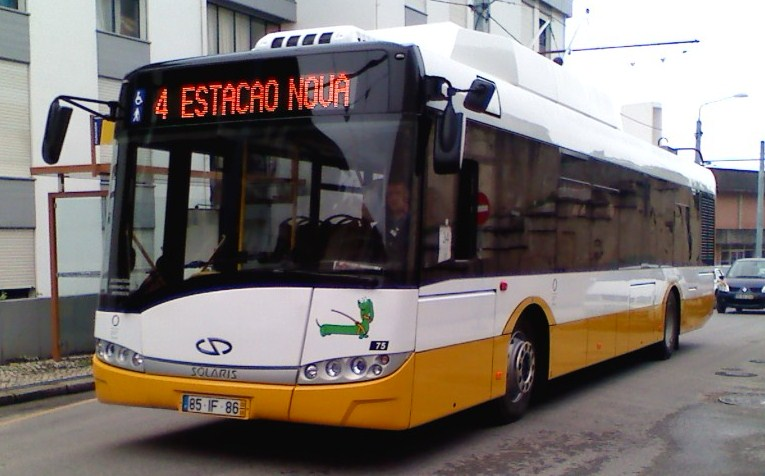
ソラリス・トロリーノ12（2009年撮影）